# Cotswold Way
Der Cotswold Way ist ein 164 km (102 Meilen) langer Fernwanderweg, entlang der Cotswold Edge Böschung der Cotswold Hills in England. Er wurde offiziell als National Trail am 24. Mai 2007 eingeweiht, nachdem mehrere neue Wegerechte geschaffen worden waren.

## Sehenswürdigkeiten
Der Wanderweg verläuft in nordöstlicher Richtung von Bath nach Chipping Campden, entlang der folgenden Städte: Old Sodbury bei Chipping Sodbury, Wotton-under-Edge, Dursley, Stroud, Painswick, Cranham, Leckhampton, Cheltenham, Winchcombe, Stanway und Broadway.
Er gibt Zugang zu mehreren Sehenswürdigkeiten einschließlich des Schlachtfelds der Battle of Lansdowne, dem Somerset Monument, dem Tyndale Monument, Sudeley Castle, Cleeve Hill, Hailes Abbey, und dem  Broadway Tower. Mit Ausnahme einer kleinen Strecke bei Broadway, das in Worcestershire liegt, verläuft der gesamte Pfad in Gloucestershire einschließlich South Gloucestershire sowie Somerset einschließlich Bath und North East Somerset.

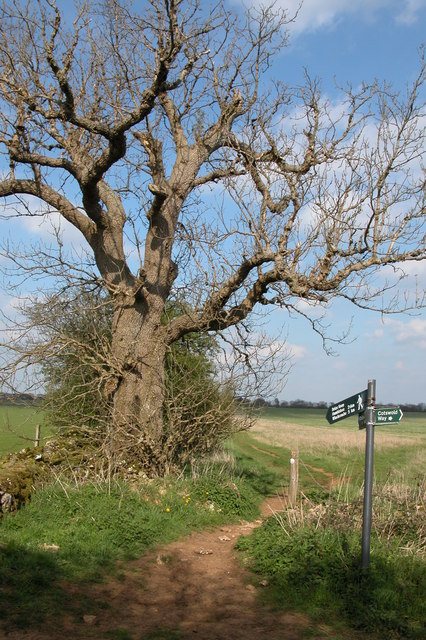
Weg bei Belas Knap
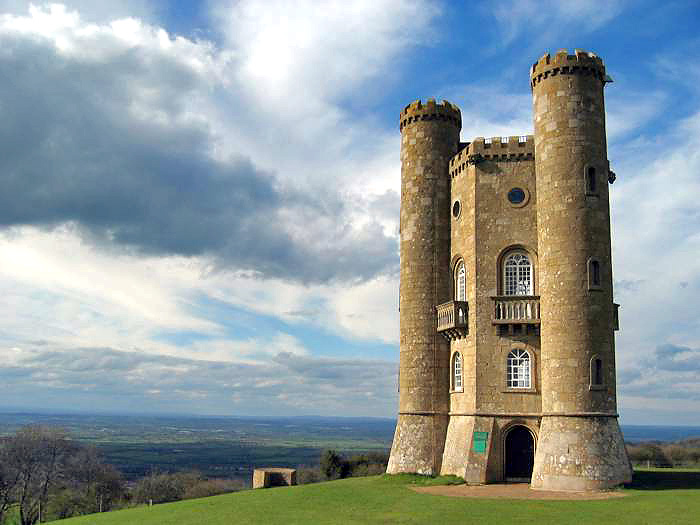
Broadway Tower
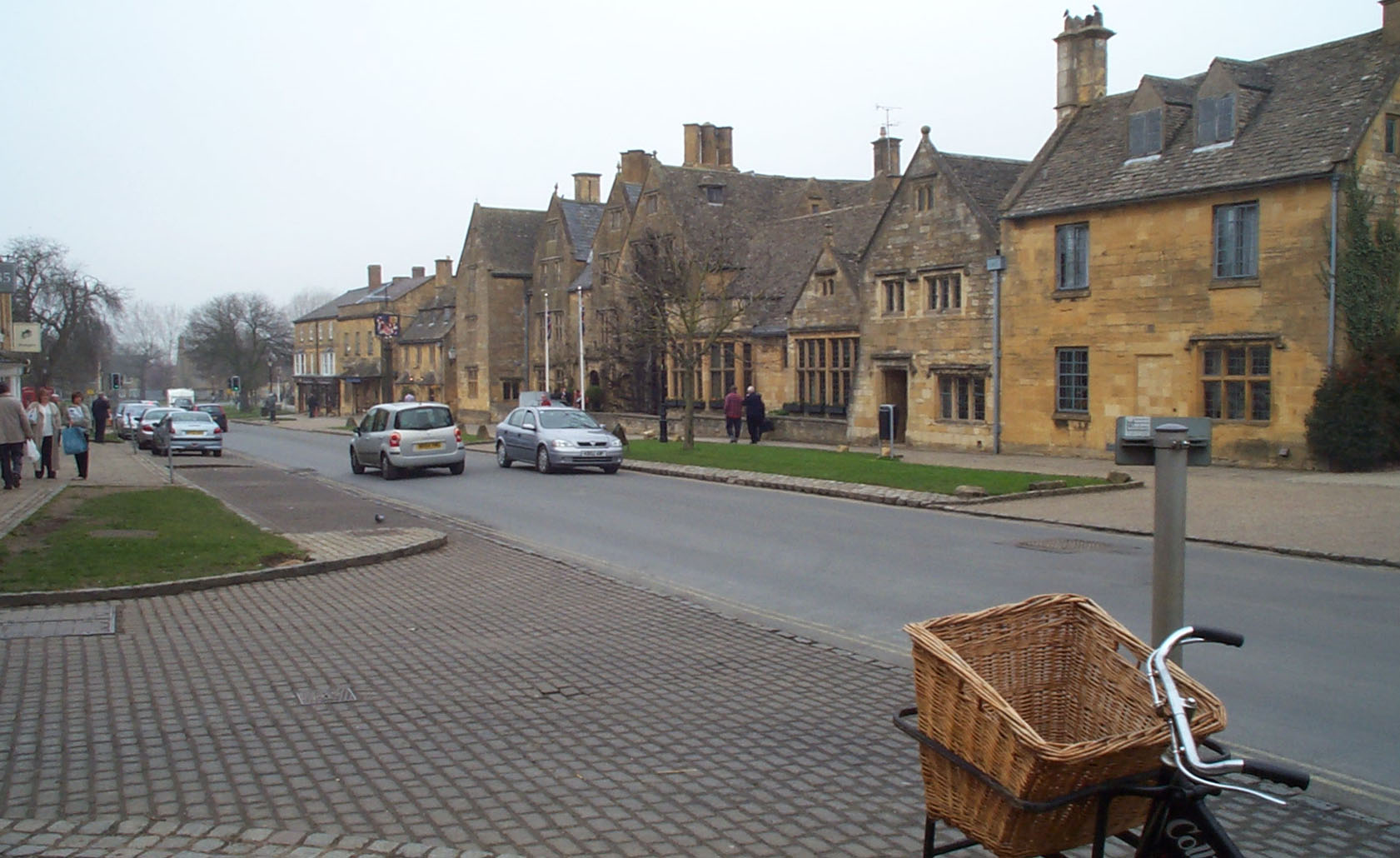
Broadway (Worcestershire)